# Пилум

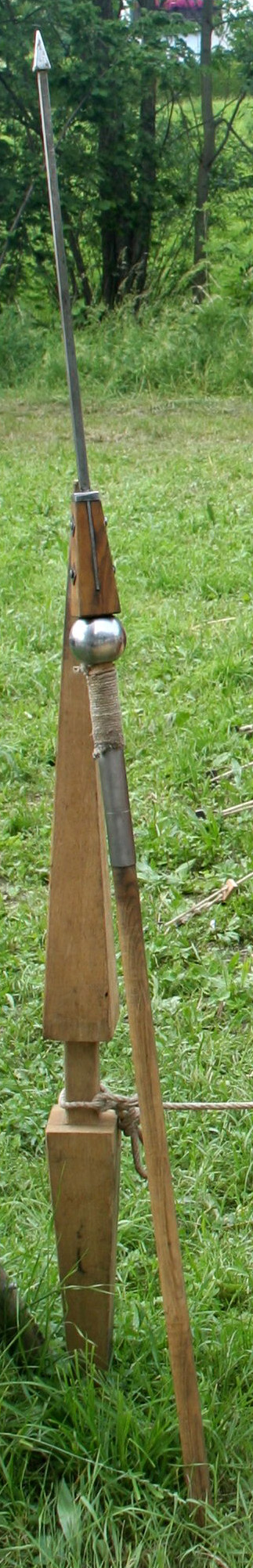
Пилум, современная реконструкция.

Пилум (лат. pilum, мн. ч. pila) — длинное метательное железное копьё с крючкообразным концом для бросания с близкого расстояния. Наступательное оружие, состоявшее на вооружении легионов Древнего Рима.
Пилум имел железное острие с закаленным концом, прикреплявшееся к древку гвоздями. Третий ряд боевого строя римского войска (триарии) назывался — пилани. У франков подобное оружие называлось «ангоном», в древней Руси — «сулицей».

## История
Древние римляне получили своё первое оружие от этрусков. Из древкового оружия римляне употребляли копьё и пилум (ὑσσος). Метательное копьё было оружием только у гастатов (hastati) и принципов (principes), а триарии (triarii) вместо пилума имели гасты (hasta).
Марий сделал пилум необходимой частью вооружения каждого римского легионера (солдата). Пилум состоял из древка и железного наконечника, который по первоначальной конструкции равнялся по длине древку. Наконечник наполовину всаживался в древко, так что общая длина копья составляла приблизительно сажень (~2 метра). Во времена Цезаря существовали различные видоизменения первоначального типа; наконечник делался то длиннее, то короче. Длина с наконечником порядка 2 метров, наконечник 60—100 сантиметров, диаметр наконечника порядка 7 миллиметров. Масса — 2—4,5 килограмма (вес — около 11 фунтов).
Конструкция пилума и широкое, расточительное по меркам Древнего мира, использование железа в военном снаряжении римской армии, демонстрирует доступ древних римлян к богатым залежам железной руды, являющейся главным ресурсом Железного века. На базе этого ресурса во многом и была построена Римская империя. Крупное месторождение железных руд располагалось на землях этрусков в непосредственной близости от Рима. Установление контроля над данным месторождением дало критическое технологическое преимущество римской армии над армиями всех соседей на несколько веков. Что, в совокупности с другими факторами, позволило построить одну из величайших империй в истории.

## Применение

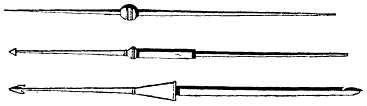
Виды пилумов

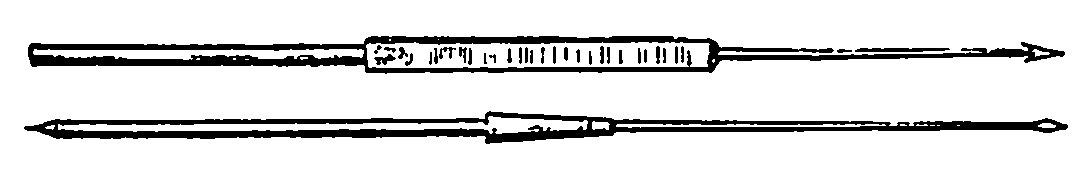
Рисунок к статье «Пилум», Военная энциклопедия Ивана Сытина. Том № 18, Санкт-Петербург, 1911—1915 годы

При атаке солдаты метали железные копья в противника, с расстояния 10—12 шагов, и, даже если пилум не наносил непосредственных повреждений противнику, он застревал в щите, что создавало большие неудобства для противника. Помимо затруднений при движении с застрявшим в щите копьём, при переходе к ближнему бою легионер мог наступить ногой на древко и оттянуть щит противника вниз, открыв брешь для нанесения колющего удара мечом (или копьём). Обрубить мечом застрявший в щите пилум было затруднительно, так как длинный металлический стержень не давал такой возможности. Очень часто застрявший в щите пилум просто вынуждал противника бросить щит, тем самым значительно ослабляя его защиту.
Данная конструктивная особенность выгодно отличает пилум от простого копья, имеющего полностью деревянное древко.
Ещё одной особенностью пилума является относительно мягкий наконечник. При сильном ударе о щит он не только вонзается в него, но также и сгибается под собственным весом. Согнутый пилум, таким образом, уже нельзя было метнуть обратно, даже если бы удалось вытащить его из щита.
В рукопашном бою (в качестве обычного копья) пилум не использовался. Хотя в битве при Фарсале по приказу Цезаря пехота против конницы Помпея применила оригинальную тактику боя — пехотинцы использовали пилум как обычное копьё, закалывали им лошадей и всадников.